# تیمور کاپادزه
تیمور کاپاتزه(به گرجی: თემურ კაპაძე)(زاده ۵ سپتامبر ۱۹۸۱) یک بازیکن فوتبال گرجی اهل ازبکستان است.
از باشگاه‌هایی که در آن بازی کرده است می‌توان به باشگاه فوتبال پخته‌کار، باشگاه فوتبال نفتچی فرغانه، الشارجه، اینچئون یونایتد، باشگاه فوتبال آکتوبه، و باشگاه فوتبال بنیادکار اشاره کرد.
وی همچنین در تیم ملی فوتبال ازبکستان بازی کرده‌است.